# Dolby Laboratories
Dolby Laboratories, ljudteknikföretag grundat 1965 i London av Ray Dolby, doktor i fysik. 1976 flyttade företaget till San Francisco, där det har sitt huvudkontor. 

## Historia
Dolbys första produkt, som var avsedd för professionellt bruk, var den enkanaliga brusreduceringsprocessorn A301 som använde brusreduceringssystemet Dolby A för att minska bruset i inspelningar gjorda med rullbandspelare. 1972 lanserades modeller med upp till 16 kanaler. 1968 kom det första brusreduceringssystemet för konsumentbruk: Dolby B, som arbetar utifrån samma grundprincip (kompression/expansion) som Dolby A, men utan det systemets uppdelning av spektrumet i olika separata frekvensband. Dolby bestämde sig för att inte tillverka utrustning för konsumentbruk, utan valde att sälja Dolby B-licenser till tillverkare av bandspelare. Den första bandspelaren på marknaden var rullbandspelaren KLHz Model 40 (1968). De första bandspelarna för kompaktkassetten (CC) med Dolby B tillverkades av japanska Nakamichi sommaren 1970. 1980 lanserades en förbättrad version av Dolby B, kallad Dolby C.
1986 introducerades ett nytt brusreduceringssystem för rullbandspelare: Dolby SR, där SR står för Spectral Recording. En förenklad version för kompaktkassetter, Dolby S, kom 1991. Något stort genomslag har detta format dock ej fått, i konkurrens med digitala inspelningsmedia, som har ersatt kompaktkassetten.
1975 lanserades Dolby Stereo, ett system för – med dåtidens mått – högklassigt fyrkanalsljud (vänster, center, höger fram och en bakkanal) på bio. Sitt genombrott fick formatet 1977, med hjälp av filmerna Star Wars och Close Encounters of the Third Kind. 1987 förbättrades formatets ljudkvalitet med brusreduceringssystemet Dolby SR.
1982 lanserades Dolby Surround, hemmabions motsvarighet till Dolby Stereo, det vill säga ett format där fyra ljudkanaler, genom kodning, kan lagras på bara två ljudspår. En förbättrad version, Dolby Surround Pro Logic (1987), gjorde det möjligt att avkoda också mittkanalen i en hemmabioanläggning. 15 år senare lanserades efterföljaren Pro Logic II, med två bakkanaler och lägen för musik eller film. 2003 introducerades Pro Logic IIx, med fyra bakkanaler, d.v.s. 7.1. Såväl stereo- som 5.1-material kan omvandlas till 7.1. Förutom film- och musiklägen finns ett läge för spel.
Dolbys första digitala ljudformat var AC-1 från 1984. En mer sofistikerad version, AC-2, kom 1989. 1992 introducerades AC-3, vanligen kallat Dolby Digital, och avsett för allt från mono (1.0) till multikanal (6.1 med Dolby Digital EX). Bandbredden är upp till 448 kb/s.
2000 visades Dolby Headphone på CES-mässan. Dolby Headphone är en teknik som får hörlurar att låta som högtalare, alltifrån stereo till 5.1.